# Villabella
Villabella (Vilabèla in piemontese) è una frazione del comune di Valenza, in provincia di Alessandria. Fino al 1938 Villabella costituiva un comune autonomo e fino al 1901 aveva nome Lazzarone (in piemontese Lasaron).